# Charles Joshua Chaplin

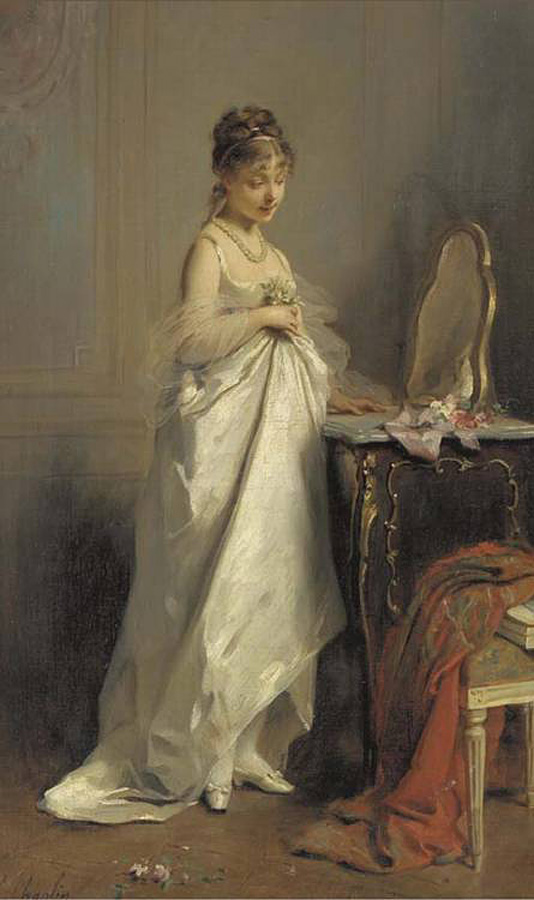
Reflecție, Centrul de Reînnoire a Muzeului de Artă

Charles Joshua Chaplin (n. 8 iunie 1825, Les Andelys, Haute-Normandie, Franța – d. 30 ianuarie 1891, Paris, Franța) a fost un pictor și gravor francez care a pictat atât peisaje, cât și portrete. A lucrat în tehnici precum pastelul, litografia, acuarela, creta, pictura în ulei și gravura. Era cunoscut mai ales pentru portretele elegante ale femeilor tinere.

## Biografie
Charles Joshua Chaplin s-a născut la 8 iunie 1825 în Les Andelys, Eure, Franța. Mama sa, Olympia Adelle Moisy, era franțuzoaică, în timp ce tatăl său, John Chaplin, era un broker de artă din Anglia. Charles Chaplin și-a petrecut întreaga viață în Franța, devenind cetățean naturalizat în 1886. A studiat la École des Beaux-Arts din Paris din 1840 și a luat lecții private în atelierul lui Michel Martin Drolling, printre ai cărui ucenici se numărau Paul Baudry, Jules Breton⁠(d) și Jean-Jacques Henner. Mai târziu, a predat și la École des Beaux-Arts.
În 1845, a participat la Salonul de la Paris⁠(d), expoziția oficială de artă a Académie des Beaux-Arts⁠(d), ca pictor portrete și peisaje, cu tabloul Portretul mamei artistului. Chaplin a ținut cursuri de artă special pentru femei la studioul său, printre care s-a aflat și Marie Joséphine Nicolas⁠(d). Artista americană Mary Cassatt, artista franceză Louise Abbéma și artista engleză Louise Jopling⁠(d) s-au numărat printre elevele lui Chaplin. Fiul său, Arthur Chaplin, a fost, de asemenea, pictor. Chaplin a murit la 30 ianuarie 1891, la vârsta de 65 de ani, la Paris, fiind un om bogat și este înmormântat în cimitirul Père Lachaise.

## Carieră

### Primele lucrări

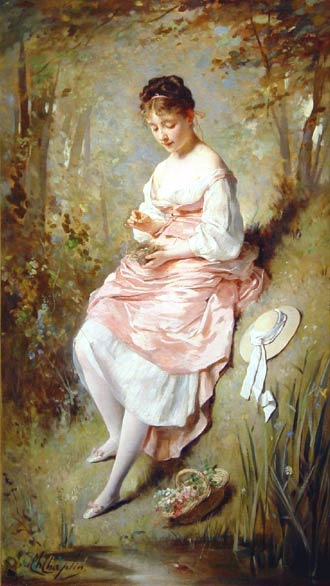
Cuibul de pasăre, colecție privată, 1860.

Chaplin și-a făcut debutul la Salon cu portrete, dar a pictat și peisaje, în special peisaje rurale din Auvergne. Primele sale lucrări, din 1848 până în 1851, au fost pictate într-o manieră caracterizată de un interes pentru realism, un stil stabilit în a doua Republici franceze, care avea motto-ul Liberté, égalité, fraternité, și care a fost condusă timp de trei ani de guvernul republican al Franței de la Revoluția din 1848 până la lovitura de stat din 1851 a lui Louis-Napoléon Bonaparte. Realismul a fost o mișcare artistică care a început în Franța în anii 1850, după Revoluția din 1848. De la sfârșitul secolului al XVIII-lea, romantismul a dominat arta și literatura franceză, dar a fost respins de realiști, care s-au revoltat împotriva manifestării emoțiilor mișcării romantice, căutând să descrie cu adevăr și acuratețe persoane și situații contemporane reale și caracteristice.
Chaplin a pictat multe lucrări la începuturile sale, inclusiv studii florale care au fost expuse la Salon de las Flores. Mai târziu, la sfârșitul anilor 1850, a abandonat naturalismul, stilul său anterior, schimbându-l cu o tehnică mai grațioasă, mai elegantă și mai suplă, care i-a adus o anumită notorietate în Franța, în perioada în care era portretist; ca atare, a îmbrățișat stilul idilic, voluptuos și la modă al proeminentului pictor francez, François Boucher (1703–1770).
De asemenea, a îmbrățișat tradiția marilor portretiști englezi. Și-a dezvoltat propriul stil de pictură, dar a fost inspirat de pictorii britanici Joshua Reynolds și Thomas Gainsborough. Obișnuia să graveze lucrările artistului olandez Pieter Paul Rubens și a fost influențat și mai mult de lucrările acestuia.

### Lucrările de mai târziu
Treptat, culorile noroioase folosite de Chaplin s-au transformat în alb, gri și roz, înfățișând modelele sale cu un ten opalescent, sidefat prin aplicarea unei palete subtile de tonuri de carne trandafirie și griuri deschise. După ce a pictat portrete și și-a încercat abilitățile în pictura ornamentală, Chaplin s-a apucat de pictura de gen în anii 1850. Subiectele sale preferate sunt grația feminină a vieții de zi cu zi a unei tinere femei. El portretizează femei în mai multe ipostaze: odihnindu-se, îngrijindu-se, cântând și citind. El le surprinde cu lejeritate și nepăsare și accentuează elementele decorative ale compoziției.
Împărăteasa Eugenie, soția lui Napoleon al III-lea și o admiratoare a „stilului Pompadour”, a căzut rapid sub farmecul lucrărilor neorococo ale pictorului. Chaplin s-a numărat printre artiștii de curte preferați de Napoleon al III-lea și de împărăteasa Eugénie. În 1859, când portretul său al Aurorei a fost interzis de judecătorii Salonului ca fiind „prea sugestiv din punct de vedere erotic”, Napoléon al III-lea l-a apărat pe Chaplin și a anulat ordinul de descalificare. A fost apreciat în mod similar ca decorator de interior și a fost desemnat să remodeleze decorul camerelor împărătesei Eugenie.
Portretele senzuale ale femeilor și fetelor tinere, adesea cu modelele pozând erotic în medii neclare și purtând frecvent haine transparente, au atras interesul înaltei societăți și aristocrației Parisului în timpul celei de-a Treia Republici franceze (1870 – 1940) ceea ce i-a garantat succesul și bogăția. A fost unul dintre cei mai populari pictori ai vremii sale, dar în zilele noastre opera sa este aproape necunoscută, în ciuda faptului că lucrările sale sunt expuse în multe muzee importante din întreaga lume.
A folosit stilul rococo pentru picturile sale cu scene mitologice și scene de gen. Tablourile sale de gen au format o parte semnificativă a operei sale. În 1861, lucrând ca pictor decorativ. Chaplin a pictat ușile și mai multe panouri de sticlă de deasupra lor ale Salon des Fleurs din Palatul Tuileries. Palatul a fost distrus de un incendiu în 1871, iar ruinele sale au fost demolate rapid. De asemenea, a întreprins lucrări de decorare în Salon de l'Hémicycle din Palais de l'Elysée.

### Onoruri și premii

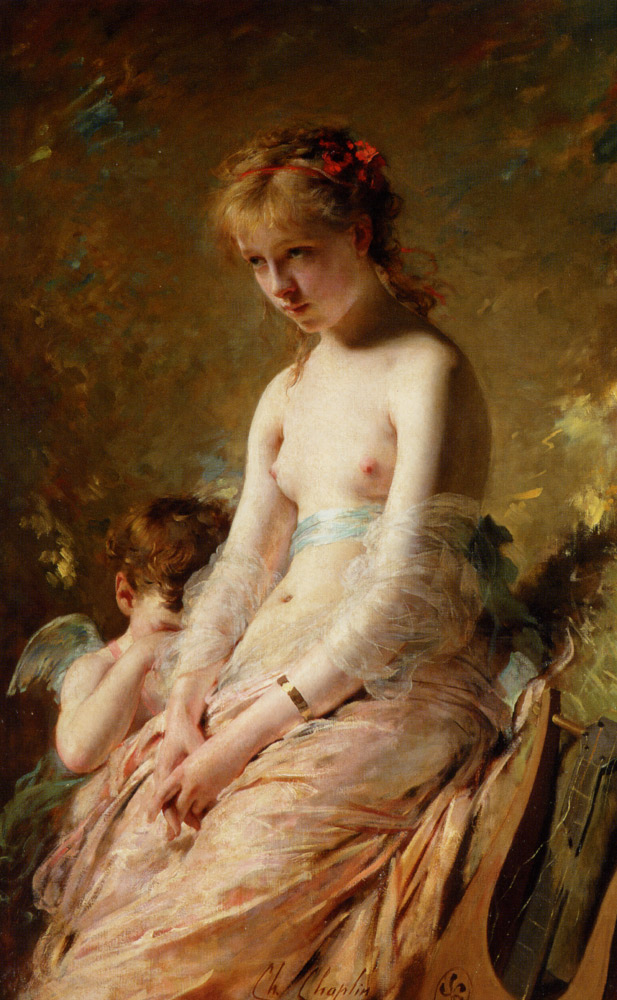
Un cântec tăcut, colecție privată.

În calitate de membru al Académie royale de peinture et de sculpture⁠(d), Chaplin și-a expus picturile la Salonul de la Paris, locul oficial de expunere a lucrărilor membrilor. A început să-și expună picturile la Salonul artiștilor francezi în 1845 și a fost reprezentat acolo în mod obișnuit în fiecare an. Aceste expoziții au făcut din el unul dintre cei mai cunoscuți portretiști francezi. Începând din 1847, lucrările sale au fost expuse cu regularitate la Royal Academy din Londra.
În timpul vieții sale, a fost aclamat pentru talentele sale artistice prin acordarea mai multor medalii: o medalie de clasa a treia în 1851, o medalie de clasa a doua în anul următor și o medalie de onoare în 1865. A fost declarat Cavaler al Legiunii de Onoare în 1879, cunoscut și sub numele de Ordinul Național al Legiunii de Onoare. Chaplin a fost ridicat la rangul de officier în 1881.
Talentul artistic al lui Chaplin a fost admirat de scriitori, pictori și critici renumiți precum Arsène Houssaye⁠(d), Émile Zola și Théophile Gautier. Édouard Manet a considerat că Chaplin cunoștea „zâmbetul unei femei”. Portretele sale ale femei tinere au fost cele care i-au adus un succes deosebit.
Lucrările sale pot fi admirate în muzee franceze din Bordeaux, Bayonne, Bourges, Mulhouse, Paris, Reims, Rouen, Saintes (Charente-Maritime) și în baza de date de artă grafică a Muzeului Luvru. În afara Franței, lucrările sale pot fi găsite la Muzeul Ermitaj din Sankt Petersburg, la Muzeul Metropolitan de Artă, Muzeele de Artă Harvard din Massachusetts și Muzeul de Artă din Indianapolis, Indiana. Chaplin are mai multe picturi într-o colecție publică din Regatul Unit la Muzeul Bowes.
Unul dintre tablourile lui Chaplin a fost vândut la o licitație la Paris, la 5 iunie 1922.  Descris de licitator drept un tablou de peisaj de Charles Chaplin, aceasta a obținut un preț neașteptat de mare pentru un artist considerat a fi „uitat”. Majoritatea ofertanților au crezut în mod eronat că este o operă de artă a comedianului și actorului Charlie Chaplin și au crezut că vor obține o descoperire remarcabilă. The New York Times a raportat: „Dezamăgirea cumpărătorului final poate fi imaginată atunci când s-a descoperit că pictura era a unui artist aproape uitat”.

Picturi de Charles Joshua Chaplin
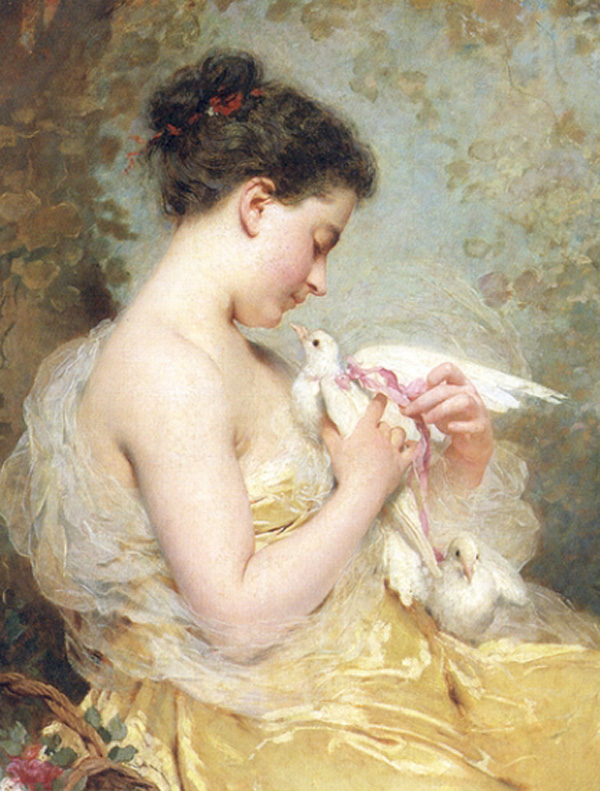
Tânără cu un porumbel, Colecție privată.
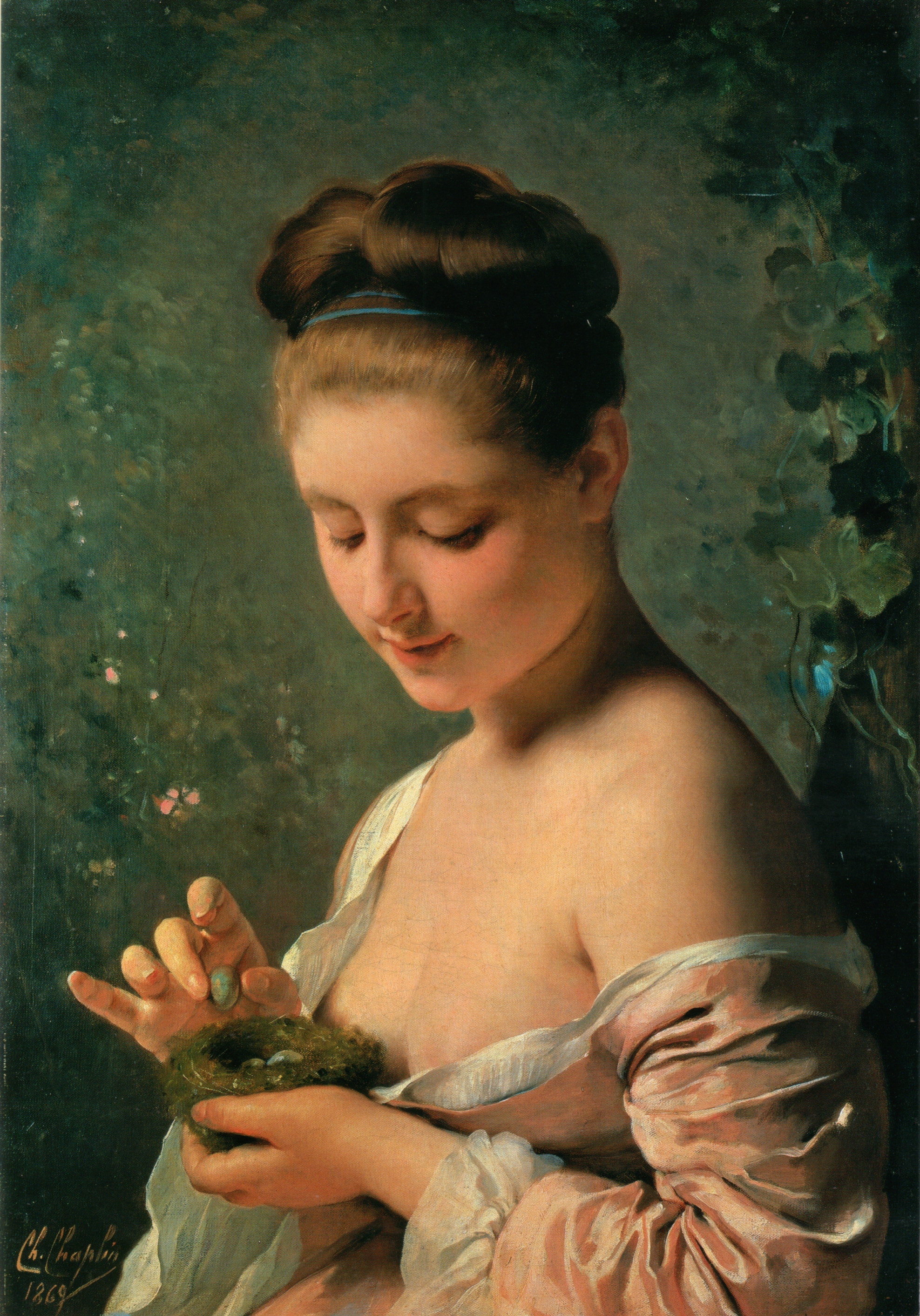
Tânără cu un cuib, 1869 Museum of Fine Arts of Lyon.
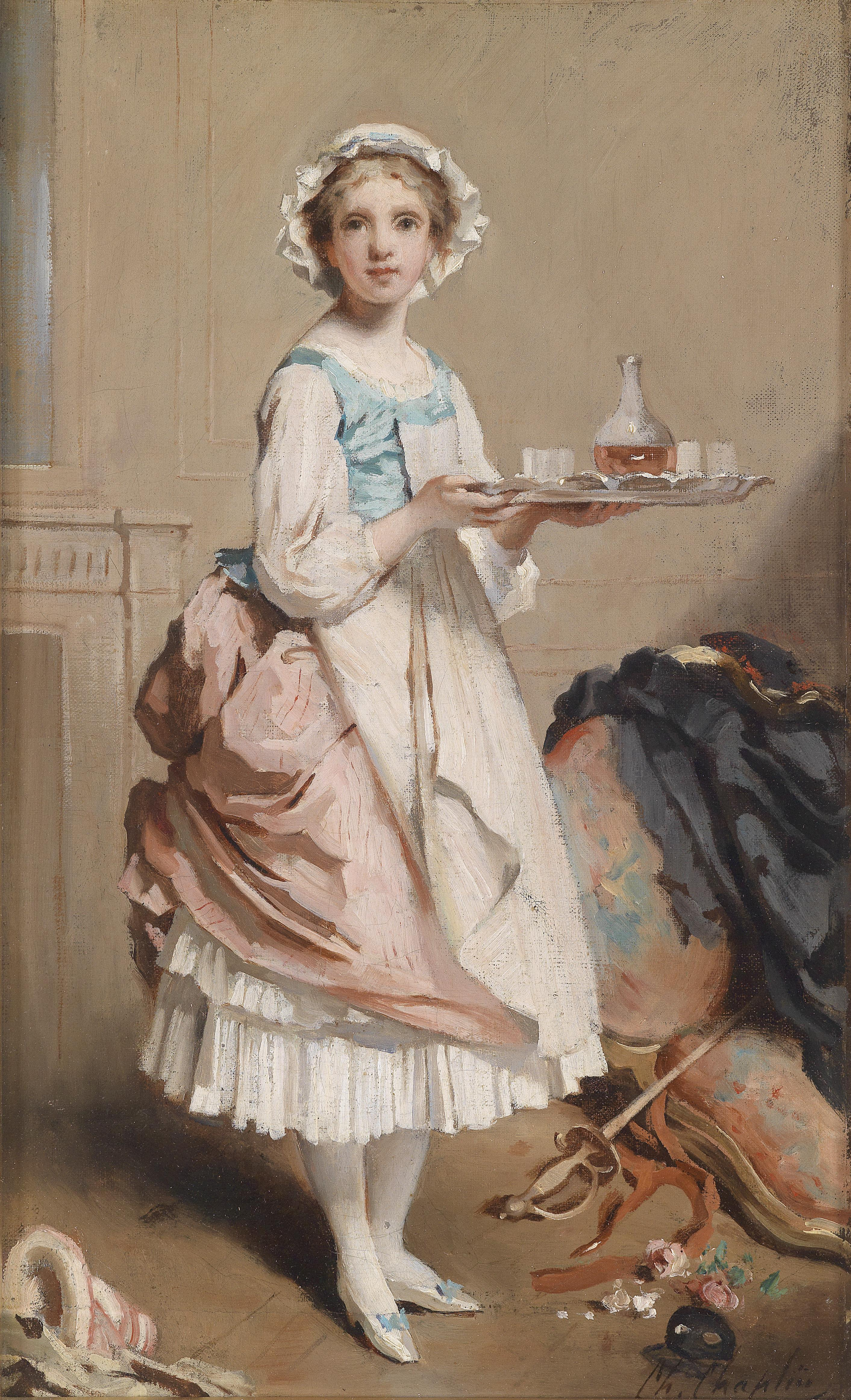
După bal, Colecție privată.
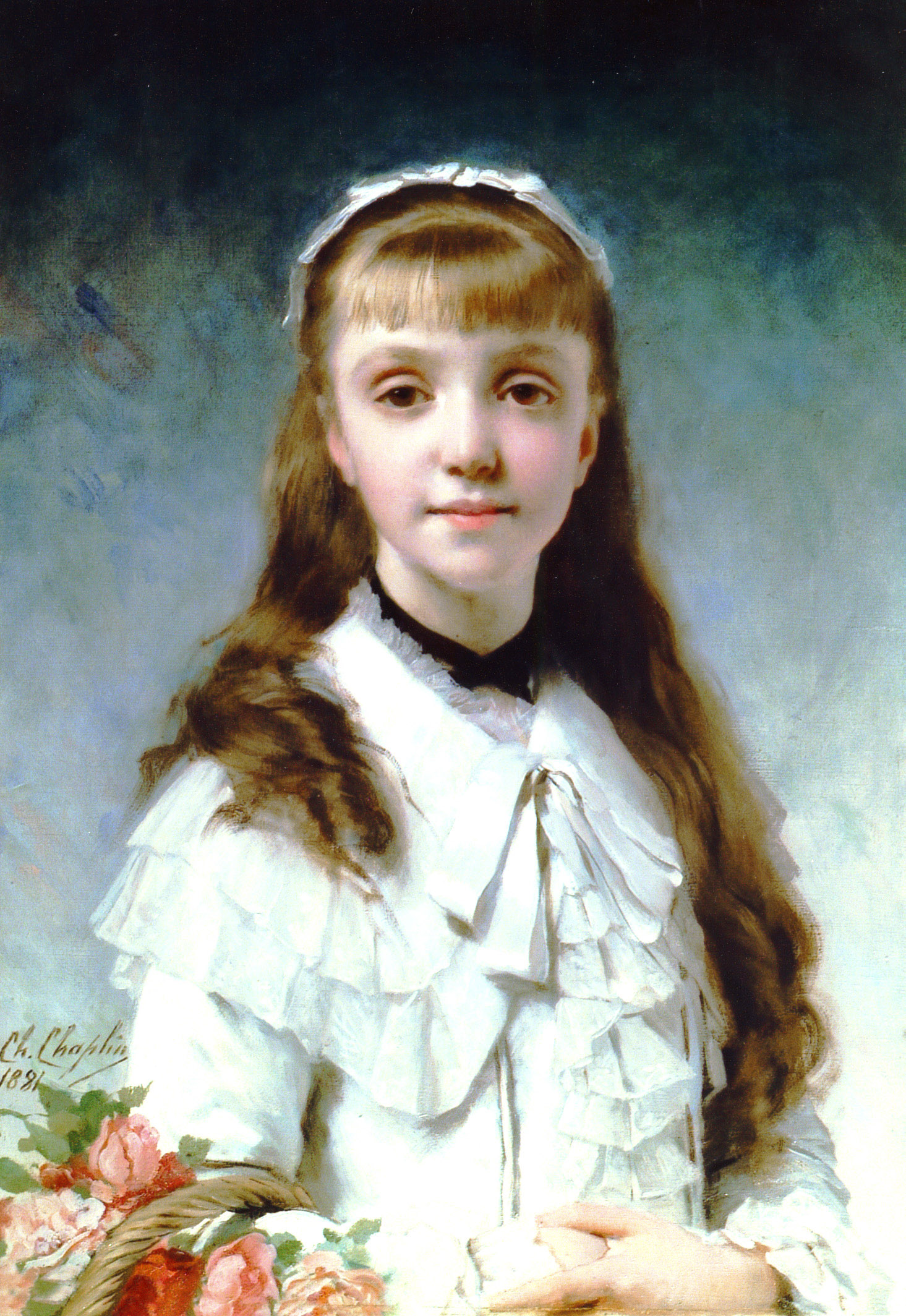
Fiica pictorului, Colecție privată, 1881.
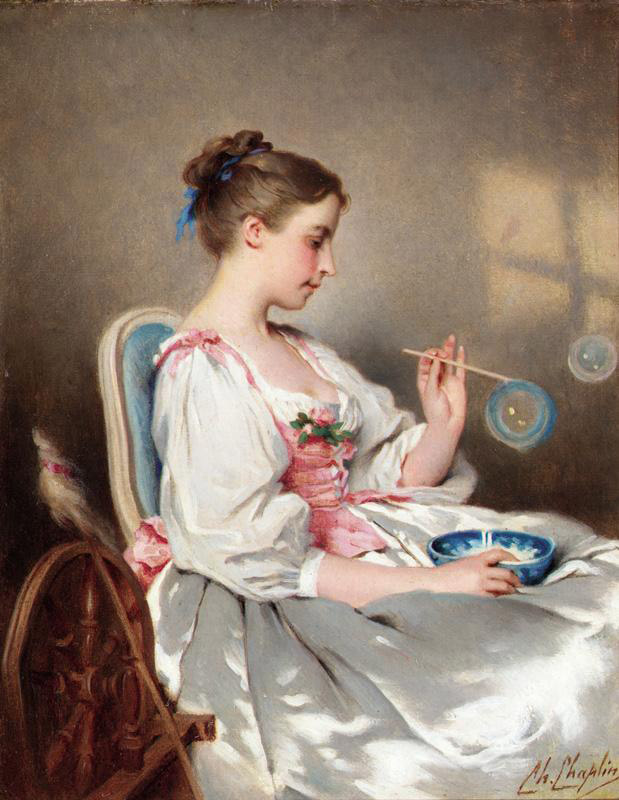
Suflarea baloane, Colecție privată.
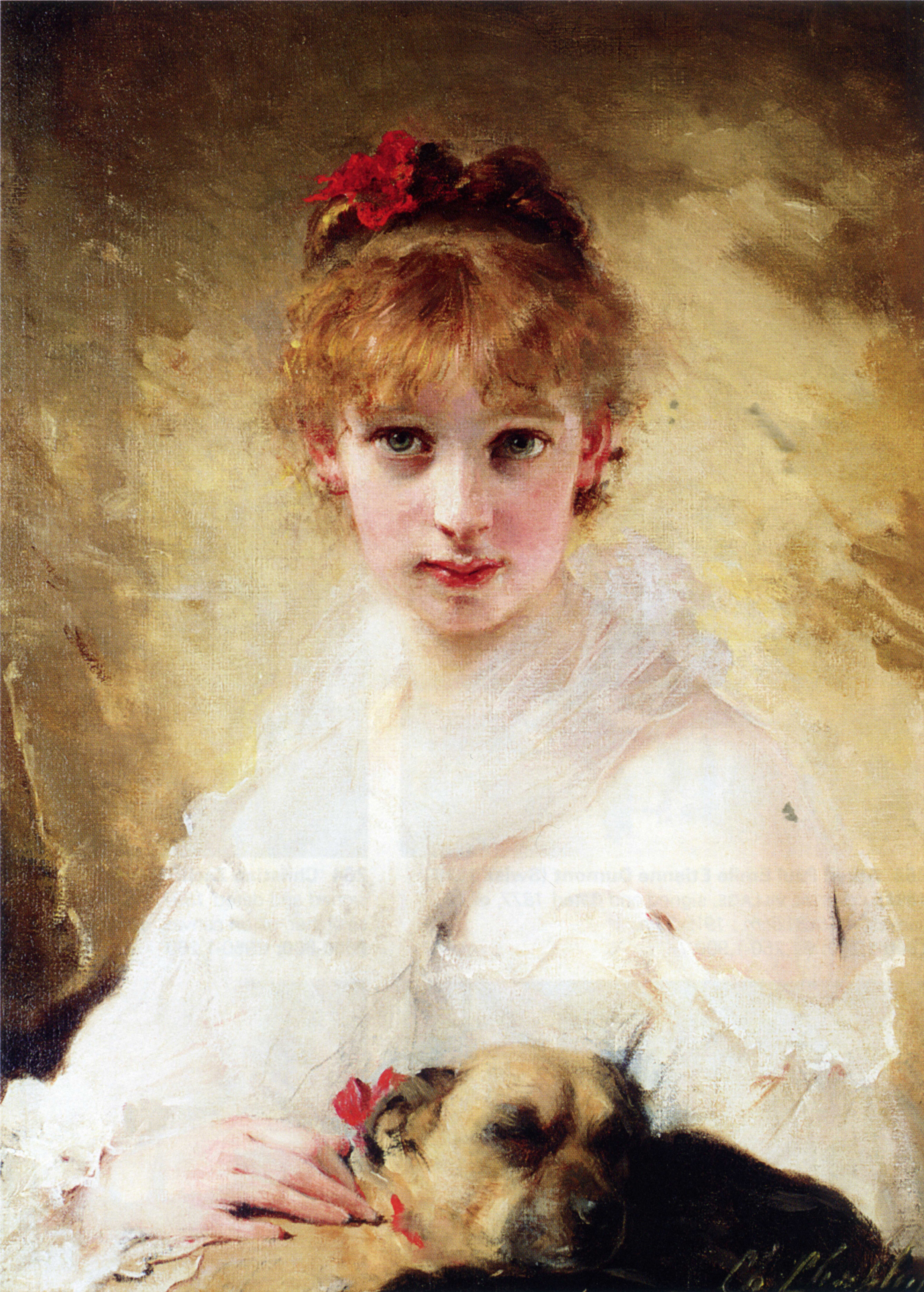
Câinele ei favorit, Colecție privată.
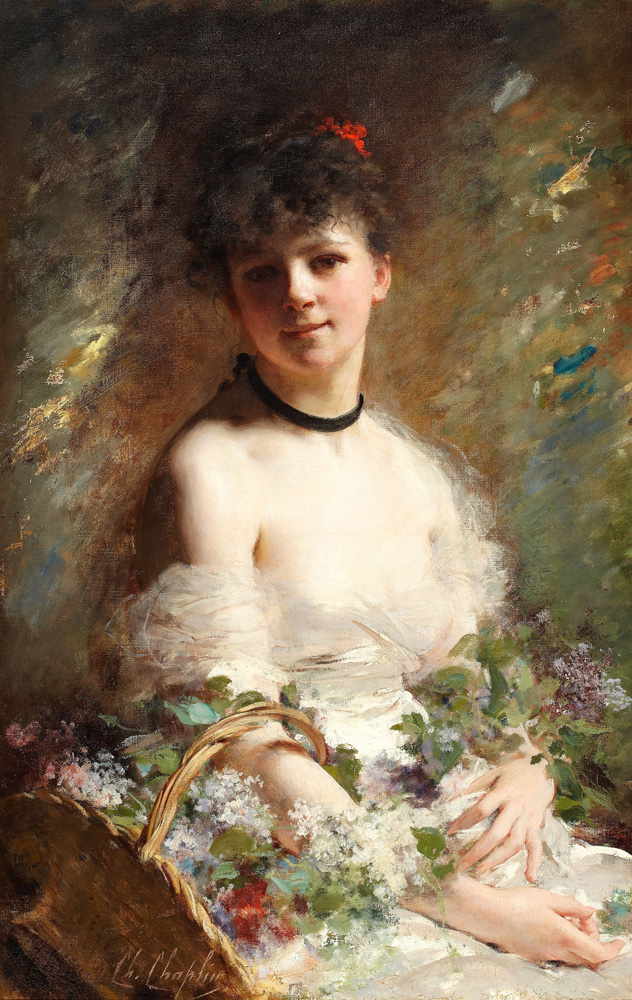
Tânără femeie cu coș de flori, Colecție privată
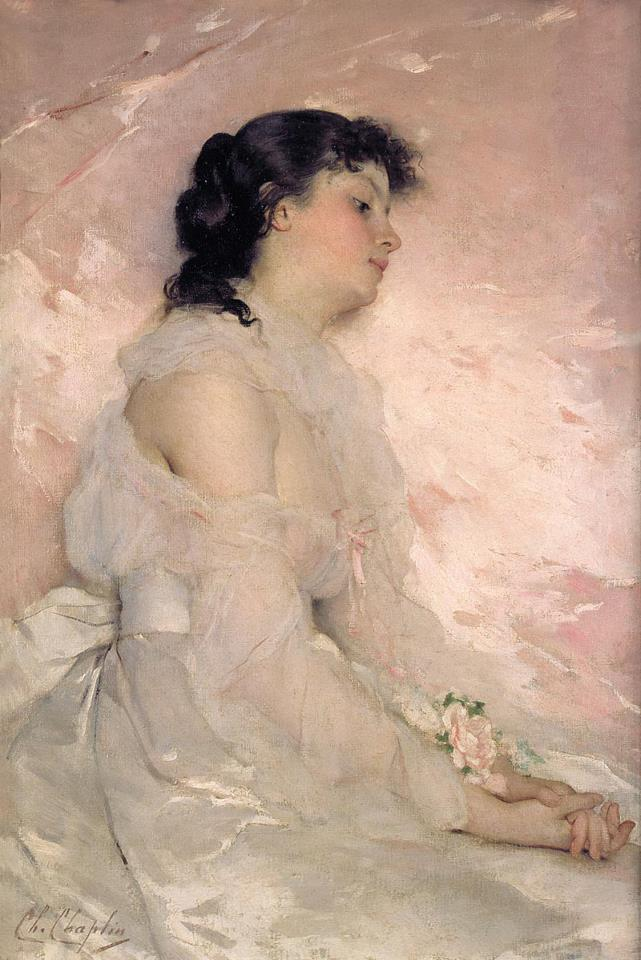
Rêverie, Museo Nacional de Bellas Artes (Buenos Aires)⁠(d)